# فانيا كينغ
فانيا كينغ (بالإنجليزية: Vania King)‏ مواليد 3 فبراير 1989 في كاليفورنيا، الولايات المتحدة، هي لاعبة كرة مضرب أمريكية بدأت مسيرتها كمحترفة سنة 2006 تلعب باليد اليمنى وتحتل حالياً المرتبة رقم. 227 (فبراير 8, 2016) في تصنيف رابطة محترفات كرة المضرب. هي إحدى بطلات الجراند سلام. أعلى تصنيف لها في الفردي كان المركز الـ 50 في سنة 2006.

## النهائيات

### نهائيات البطولات الكبرى

#### الزوجي: 3 (الألقاب 2, الوصافة 1)
| الحصيلة | السنة                | البطولة         | الأرضية | الشريك            | المنافس                       | النتيجة                 |
| ------- | -------------------- | --------------- | ------- | ----------------- | ----------------------------- | ----------------------- |
| الفوز   | 2010                 | ويمبلدون        | عشبية   | ياروسلافا شفيدوفا | إيلينا فيسنينا فيرا زفوناريفا | 7–6(8–6), 6–2           |
| الفوز   | أمريكا المفتوحة 2010 | أمريكا المفتوحة | صلبة    | ياروسلافا شفيدوفا | ليزل هوبر ناديا بتروفا        | 2–6, 6–4, 7–6(7–4)      |
| الوصافة | أمريكا المفتوحة 2011 | أمريكا المفتوحة | صلبة    | ياروسلافا شفيدوفا | ليزل هوبر ليزا ريموند         | 6–4, 6–7(5–7), 6–7(3–7) |

#### الزوجي المختلط: 1 (الوصافة 1)
| الحصيلة | التاريخ                  | البطولة                  | الأرضية | الشريك       | المنافس             | النتيجة               |
| ------- | ------------------------ | ------------------------ | ------- | ------------ | ------------------- | --------------------- |
| الوصافة | دورة فرنسا المفتوحة 2009 | دورة رولان غاروس الدولية | ترابية  | مارسيلو ميلو | بوب براين ليزل هوبر | 7–5, 6–7(5–7), [7–10] |

## روابط خارجية
- فانيا كينغ على موقع رابطة محترفات التنس (الإنجليزية)
- فانيا كينغ على موقع الاتحاد الدولي لكرة المضرب (الإنجليزية)
- فانيا كينغ على موقع كأس بيلي جين كينغ (الإنجليزية)
- فانيا كينغ على موقع بطولة ويمبلدون (الإنجليزية)
- فانيا كينغ على موقع خلاصة التنس.كوم (الإنجليزية)
- فانيا كينغ على موقع إي إس بي إن.كوم (الإنجليزية)